# Cellule
Cellule är en kommun i departementet Puy-de-Dôme i regionen Auvergne-Rhône-Alpes i centrala Frankrike. Kommunen ligger i kantonen Riom-Est som tillhör arrondissementet Riom. År 2018 hade Cellule 1 243 invånare.

## Befolkningsutveckling
Antalet invånare i kommunen Cellule
| Referens: INSEE |